# Liste von Nichteisenmetall-Lagerstätten in Deutschland
Die Liste von Lagerstätten der Nichteisenmetalle in Deutschland umfasst alle derzeit bekannten Lagerstätten in Deutschland, die abgebaut wurden. Bergbau fand überwiegend auf die Erze mit Blei, Zink, Silber, Uran, Quecksilber, Wismut, Wolfram und Kupfer statt. Für Eisen und für Uran war Deutschland zeitweilig von großer Bedeutung im internationalen Handel (für Uran global die drittstärkste Exportnation bis 1989), alle anderen Metallerze waren im historischen Kontext von regionaler Bedeutung. Einige ehemalige Bergwerke wurden als UNESCO-Welterbe anerkannt, so z. B. die Grube Rammelsberg. Geringere Vorkommen gibt es auch für Zinn, Antimon und Nickel, vielversprechende bisher noch nicht abgebaute für Lithium, Niob und die Lanthanoiden, geringe für Gold und Kobalt. Nicht aufgeführt sind Lagerstätten für Eisen, Flussspat, Schwerspat (Baryt), Kohle, Erdgas und Erdöl und Industriemineralien. Derzeit findet kein Bergbau auf Metallerze in Deutschland statt, das letzte Bergwerk schloss 1992 (Grube Meggen).

## Liste

### Baden-Württemberg
| Lagerstätte                             | Wichtigste Grube(n)                               | Landkreis(e)                                                           | Beginn           | Ende          | Bodenschatz                           | Quelle | Nr. |
| --------------------------------------- | ------------------------------------------------- | ---------------------------------------------------------------------- | ---------------- | ------------- | ------------------------------------- | ------ | --- |
| Blei-Zinkerzgänge im südlichen Odenwald | Grube Anna-Elisabeth (Schriesheim)                | Rhein-Neckar                                                           | 1473             | 19. Jh.       | Blei, Kupfer, Silber                  | [ 1 ]  | 1   |
| Blei-Zinkerzgänge im südlichen Odenwald | Hohensachsener Gruben                             | Rhein-Neckar                                                           | 1012             | 1895          | Blei, Kupfer, Silber                  | [ 1 ]  | 2   |
| Blei-Zinkerzgänge im südlichen Odenwald | Grube Segen Gottes (Wiesloch)                     | Rhein-Neckar                                                           | römisch          | 1953          | Blei, Zink, Silber                    | [ 1 ]  | 3   |
| Gänge des Nordschwarzwaldes             | Neubulacher Gruben (Neubulach)                    | Calw                                                                   | 13. Jh.          | 1945          | Kupfer, Silber, Wismut                | [ 1 ]  | 4   |
| Gänge des mittleren Schwarzwaldes       | Grube Sophia (Wittichen)                          | Ortenau / Freudenstadt / Rottweil                                      | 1721             | 1856          | Silber, Blei, Kobalt                  | [ 1 ]  | 5   |
| Rippoldsauer Revier                     | Grube Prosper (Rippoldsau)                        | Ortenau / Freudenstadt / Rottweil                                      | 1685             | 1812          | Kupfer, Silber, Blei                  | [ 1 ]  | 6   |
| Schapbacher Revier                      | Grube Friedrich Christian-Herrensegen (Schapbach) | Ortenau / Freudenstadt / Rottweil                                      | 16. Jh.          | 1955          | Silber, Blei, Kupfer, Kobalt          | [ 1 ]  | 7   |
| Oberwolfacher Revier                    | Grube Fortuna (Oberwolfach)                       | Ortenau / Freudenstadt / Rottweil                                      | 1745             | Mitte 19. Jh. | Kupfer, Silber, Blei                  | [ 1 ]  | 8   |
| Wolfacher Revier                        | Grube Wenzel (Wolfach)                            | Ortenau / Freudenstadt / Rottweil                                      | 1760             | 1842          | Silber, Kupfer, Blei                  | [ 1 ]  | 9   |
| Hausacher Revier                        | Grube Bernhard (Hausach)                          | Ortenau / Freudenstadt / Rottweil                                      | 1515             | 1887          | Silber, Blei                          | [ 1 ]  | 10  |
| Haslacher Revier                        | Grube Segen Gottes (Haslach)                      | Ortenau / Freudenstadt / Rottweil                                      | 16. Jh.          | 1786          | Silber, Blei                          | [ 1 ]  | 11  |
| Gänge bei Christophstal                 | Christophstaler Gruben (Freudenstadt)             | Freudenstadt                                                           | 1267             | 18. Jh.       | Silber, Kupfer, Blei                  | [ 1 ]  | 12  |
| Gänge bei Christophstal                 | Grube Himmlisch Heer (Hallwangen)                 | Freudenstadt                                                           | 1520             | 1912          | Silber, Kupfer, Blei                  | [ 1 ]  | 13  |
| Gänge bei Christophstal                 | Grube Königswart (Schönegründ)                    | Freudenstadt                                                           | 1448             | 1756          | Silber, Kupfer, Blei                  | [ 1 ]  | 14  |
| Elztal-Glottertaler Revier              | Bleibach-Glottertaler Gruben                      | Emmendingen / Freiburg / Breisgau-Hochschwarzwald / Lörrach / Waldshut | 11. Jh.          | 1789          | Blei, Kupfer, Silber                  | [ 1 ]  | 15  |
| Zähringer und Wildtaler Revier          | Wildtaler Grube                                   | Emmendingen / Freiburg / Breisgau-Hochschwarzwald / Lörrach / Waldshut | 11. Jh.          | 18. Jh.       | Blei, Kupfer, Silber                  | [ 1 ]  | 16  |
| Gänge im Schauinsland                   | Grube Schauinsland (Kappel)                       | Emmendingen / Freiburg / Breisgau-Hochschwarzwald / Lörrach / Waldshut | 14. Jh.          | 1954          | Blei, Zink, Silber                    | [ 1 ]  | 17  |
| Münstertaler Revier                     | Grube Teufelsgrund (Münstertal)                   | Emmendingen / Freiburg / Breisgau-Hochschwarzwald / Lörrach / Waldshut | römisch          | 1958          | Flussspat, Blei, Zink, Kupfer, Silber | [ 1 ]  | 18  |
| Todtnauer Revier                        | Grube Finstergrund (Todtnau-Wieden)               | Emmendingen / Freiburg / Breisgau-Hochschwarzwald / Lörrach / Waldshut | 12. Jh.          | 1976          | Flussspat, Blei, Silber, Kupfer, Zink | [ 1 ]  | 19  |
| St. Blasier Revier                      | Grube Gottes Ehre (Urberg)                        | Emmendingen / Freiburg / Breisgau-Hochschwarzwald / Lörrach / Waldshut | 14. Jh.          | 1986          | Flussspat, Blei, Silber, Zink, Nickel | [ 1 ]  | 20  |
| Revier St. Ulrich                       | St. Ulricher Gruben                               | Emmendingen / Freiburg / Breisgau-Hochschwarzwald / Lörrach / Waldshut | 13. Jh.          | 18. Jh.       | Blei, Silber, Kupfer                  | [ 1 ]  | 21  |
| Sulzburger Revier                       | Grube Himmelsehre (Sulzburg)                      | Emmendingen / Freiburg / Breisgau-Hochschwarzwald / Lörrach / Waldshut | römisch          | 1832          | Blei, Silber, Antimon                 | [ 1 ]  | 22  |
| Badenweiler Revier                      | Grube Karlstollen (Badenweiler)                   | Emmendingen / Freiburg / Breisgau-Hochschwarzwald / Lörrach / Waldshut | römisch; 11. Jh. | 1940          | Blei, Zink, Silber                    | [ 1 ]  | 23  |
| Freiamter Revier                        | Grube Caroline (Sexau)                            | Emmendingen / Freiburg / Breisgau-Hochschwarzwald / Lörrach / Waldshut | 13. Jh.          | Ende 18. Jh.  | Blei, Silber                          | [ 1 ]  | 24  |

### Bayern
| Lagerstätte                                                   | Wichtigste Grube(n)                             | Landkreis(e)                          | Beginn  | Ende          | Bodenschatz                       | Quelle | Nr. |
| ------------------------------------------------------------- | ----------------------------------------------- | ------------------------------------- | ------- | ------------- | --------------------------------- | ------ | --- |
| Schwefelkiesvorkommen im Oberpfälzer- und im Bayerischen Wald | Grube Bayerland (Waldsassen)                    | Tirschenreuth / Regen / Cham          | 12. Jh. | 1971          | Pyrit, Kupfer, Blei, Zink, Gold   | [ 2 ]  | 1   |
| Schwefelkiesvorkommen im Oberpfälzer- und im Bayerischen Wald | Berg- und Hüttenwerk Bodenmais                  | Tirschenreuth / Regen / Cham          | 1312    | 1953          | Pyrit, Kupfer, Blei, Zink, Silber | [ 2 ]  | 2   |
| Schwefelkiesvorkommen im Oberpfälzer- und im Bayerischen Wald | Grube Fürstenzeche (Lam)                        | Tirschenreuth / Regen / Cham          | 15. Jh. | 1962          | Pyrit, Kupfer, Blei, Zink, Silber | [ 2 ]  | 3   |
| Schwefelkiesvorkommen im Oberpfälzer- und im Bayerischen Wald | Gruben am Großen Kot (Zwiesel)                  | Tirschenreuth / Regen / Cham          | 16. Jh. | 18. Jh.       | Pyrit, Kupfer, Blei, Zink, Silber | [ 2 ]  | 4   |
| Blei-Zinkgänge im Spessart                                    | Grube Wilhelmine (Sommerkahl)                   | Aschaffenburg                         | 16. Jh. | 1922          | Kupfer, Silber, Blei              | [ 2 ]  | 5   |
| Blei-Zinkerzgänge im Fichtelgebirge und im Frankenwald        | Goldkronach-Brandholzer Gruben                  | Bayreuth / Hof / Kulmbach / Wunsiedel | 10. Jh. | 1925          | Pyrit, Antimon, Arsen             | [ 2 ]  | 6   |
| Blei-Zinkerzgänge im Fichtelgebirge und im Frankenwald        | Bad Stebener und Nailaer Gruben                 | Bayreuth / Hof / Kulmbach / Wunsiedel | 13. Jh. | Mitte 19. Jh. | Blei, Silber, Kupfer              | [ 2 ]  | 7   |
| Blei-Zinkerzgänge im Fichtelgebirge und im Frankenwald        | Kupferberger, Neufanger und Himmelkroner Gruben | Bayreuth / Hof / Kulmbach / Wunsiedel | 12. Jh. | 1903          | Pyrit, Kupfer                     | [ 2 ]  | 8   |
| Blei-Zinkerzgänge im Fichtelgebirge und im Frankenwald        | Weißenstädter und Wunsiedeler Gruben            | Bayreuth / Hof / Kulmbach / Wunsiedel | 14. Jh. | 18. Jh.       | Zinn                              | [ 2 ]  | 9   |
| Blei-Zinkerzgänge bei Erbendorf                               | Grube Hermann Hoffnung (Erbendorf)              | Tirschenreuth                         | 14. Jh. | 1926          | Blei, Silber, Zink, Kupfer        | [ 2 ]  | 10  |
| Bleierzvorkommen von Freihung                                 | Grube Vesuv (Freihung)                          | Amberg-Sulzbach                       | 15. Jh. | 1890          | Blei                              | [ 2 ]  | 11  |
| Oberpfälzer Flußspatrevier                                    | Flußspatgruben des Wölsendorfer Reviers         | Schwandorf                            | 1470    | 1987          | Flussspat, (Zink), (Kupfer)       | [ 2 ]  | 12  |
| Blei-Zinkerzgänge der Alpen                                   | Grube Rauschenberg (Inzell)                     | Garmisch-Partenkirchen / Traunstein   | 16. Jh. | 1925          | Blei, Zink                        | [ 2 ]  | 13  |
| Blei-Zinkerzgänge der Alpen                                   | Grube Riedbodeneck (Mittenwald)                 | Garmisch-Partenkirchen / Traunstein   | 1476    | 1879          | Blei, Zink                        | [ 2 ]  | 14  |
| Blei-Zinkerzgänge der Alpen                                   | Grube Grainau (Garmisch-Partenkirchen)          | Garmisch-Partenkirchen / Traunstein   | 16. Jh. | 1918          | Blei, Zink                        | [ 2 ]  | 15  |

### Hessen
| Lagerstätte                                                          | Wichtigste Grube(n)                                                      | Landkreis(e)                            | Beginn  | Ende         | Bodenschatz                       | Quelle | Nr. |
| -------------------------------------------------------------------- | ------------------------------------------------------------------------ | --------------------------------------- | ------- | ------------ | --------------------------------- | ------ | --- |
| Richelsdorfer Gebirge                                                | Sontra, Iba, Bauhaus, Nentershausen, Richelsdorf                         | Werra-Meissner-Kreis                    | 1460    | 1953         | Kupfer, Kobalt                    | [ 4 ]  | 1   |
| Kupferschiefer und -letten in der Korbacher- und Frankenberger-Bucht | Frankenberg                                                              | Waldeck-Frankenberg                     | 1590    | 1879         | Kupfer, Silber                    | [ 4 ]  | 2   |
| Kupferschiefer und -letten in der Korbacher- und Frankenberger-Bucht | Thalitter / Goddelsheim / Ober-, Niederense / Sachsenhausen / Nordenbeck | Waldeck-Frankenberg                     | 1708    | 1866         | Kupfer, Silber                    | [ 4 ]  | 3   |
| Kupferschiefer und -letten in der Korbacher- und Frankenberger-Bucht | Twiste / Wrexen / Rhoden                                                 | Waldeck-Frankenberg                     | 15. Jh. | 1861         | Kupfer, Silber                    | [ 4 ]  | 4   |
| Kupferschiefer und -letten in der Korbacher- und Frankenberger-Bucht | Korbach                                                                  | Waldeck-Frankenberg                     | 12. Jh. | 1933         | Au, Kupfer                        | [ 4 ]  | 5   |
| Kupferschiefer und -letten in der Korbacher- und Frankenberger-Bucht | Bad Wildungen-Bergfreiheit                                               | Waldeck-Frankenberg                     | 16. Jh. | Mitte 18. Jh | Kupfer, Silber                    | [ 4 ]  | 6   |
| Dillmulde                                                            | Grube Freudenzeche (Steinbach)                                           | Lahn-Dill / Marburg-Biedenkopf          | 16. Jh. | 1954         | Zink, Blei, Nickel                | [ 4 ]  | 7   |
| Dillmulde                                                            | Gladenbacher Gruben                                                      | Lahn-Dill / Marburg-Biedenkopf          | 15. Jh. | Mitte 17. Jh | Blei, Silber                      | [ 4 ]  | 8   |
| Dillmulde                                                            | Grube Boxbach (Klein-Gladenbach / Wiesenbach)                            | Lahn-Dill / Marburg-Biedenkopf          | 1693    | 1919         | Blei, Kupfer, Kobalt              | [ 4 ]  | 9   |
| Dillmulde                                                            | Grube Gottesgabe (Roth)                                                  | Lahn-Dill / Marburg-Biedenkopf          | 1695    | 1926         | Blei, Kupfer, Silber, Quecksilber | [ 4 ]  | 10  |
| Dillmulde                                                            | Grube StangenwSilbere (Donsbach)                                         | Lahn-Dill / Marburg-Biedenkopf          | 18. Jh. | 1941         | Kupfer, Nickel, (Eisen)           | [ 4 ]  | 11  |
| Dillmulde                                                            | Grube Constanze (Eisemroth)                                              | Lahn-Dill / Marburg-Biedenkopf          | 1750    | 1870         | Kupfer, Nickel, (Eisen)           | [ 4 ]  | 12  |
| Lahnmulde                                                            | Grube Mehlbach (Weilmünster)                                             | Limburg-Weilburg                        | 1495    | 1902         | Silber, Blei                      | [ 4 ]  | 13  |
| Lahnmulde                                                            | Grube Alte Hoffnung (Weyer)                                              | Limburg-Weilburg                        | 1665    | 1848         | Silber, Blei                      | [ 4 ]  | 14  |
| Lahnmulde                                                            | Grube Langhecke (Villmar)                                                | Limburg-Weilburg                        | um 1000 | 1900         | Blei, Silber                      | [ 4 ]  | 15  |
| Südrand der Dillmulde und Ostrand des Taunus                         | Grube Alter Kaiser (Winterstein)                                         | Wetterau / Hochtaunus / Rheingau-Taunus | 19. Jh. | 1901         | Blei, Silber                      | [ 4 ]  | 16  |
| Südrand der Dillmulde und Ostrand des Taunus                         | Grube Philippseck (Münster)                                              | Wetterau / Hochtaunus / Rheingau-Taunus | 1459    | 1930er       | Blei, Silber, Kupfer              | [ 4 ]  | 17  |
| Südrand der Dillmulde und Ostrand des Taunus                         | Grube Bleizeche (Neuweilnau)                                             | Wetterau / Hochtaunus / Rheingau-Taunus | 1899    | 1908         | Blei                              | [ 4 ]  | 18  |
| Südrand der Dillmulde und Ostrand des Taunus                         | Grube Heftrich (Idstein)                                                 | Wetterau / Hochtaunus / Rheingau-Taunus | 1912    | 1925         | Blei, Kupfer                      | [ 4 ]  | 19  |
| Spessart                                                             | Hain-Gründauer Gruben                                                    | Main-Kinzig                             | 1400    | 1858         | Kupfer, Silber                    | [ 4 ]  | 20  |
| Spessart                                                             | Bieberer Gruben                                                          | Main-Kinzig                             | 1494    | 1868         | Kupfer, Silber, Kobalt, (Eisen)   | [ 4 ]  | 21  |
| Odenwald                                                             | Grube Reichenbach (Lautertal-Reichenbach)                                | Darmstadt-Dieburg / Bergstraße          | 1530    | 1940         | Blei, Kupfer, Silber              | [ 4 ]  | 22  |
| Odenwald                                                             | Grube Gnade Gottes (Oberramstadt)                                        | Darmstadt-Dieburg / Bergstraße          | 1506    | 1908         | Kupfer, Silber                    | [ 4 ]  | 23  |
| Odenwald                                                             | Grube Goldkaute (Roßdorf)                                                | Darmstadt-Dieburg / Bergstraße          | 1500    | 1859         | Kupfer, Silber                    | [ 4 ]  | 24  |

### Niedersachsen
| Lagerstätte                                  | Wichtigste Grube(n)                     | Landkreis(e)              | Beginn                 | Ende              | Bodenschatz                                                                                   | Quelle | Nr. |
| -------------------------------------------- | --------------------------------------- | ------------------------- | ---------------------- | ----------------- | --------------------------------------------------------------------------------------------- | ------ | --- |
| Oberharz                                     | Erzbergwerk Rammelsberg (Goslar)        | Goslar / Osterode a. Harz | 968                    | 1988              | Blei, Zink, Kupfer (Cadmium, Quecksilber, Wismut, Silber, Gold, Antimon, Thallium, Germanium) | [ 5 ]  | 1   |
| Oberharz                                     | Hilfe Gottes Gang                       | Goslar / Osterode a. Harz | 1833                   | 1992              | Blei, Zink, Kupfer, Silber                                                                    | [ 5 ]  | 2   |
| Oberharz                                     | Silbermaaler Gang (Bad Grund)           | Goslar / Osterode a. Harz | 14. Jh.                | 1967              | Blei, Zink, Kupfer, Silber                                                                    | [ 5 ]  | 2   |
| Oberharz                                     | Laubhütter Gangzug                      | Goslar / Osterode a. Harz | 16. Jh.                | 1955              | Blei, Zink, Silber                                                                            | [ 5 ]  | 3   |
| Oberharz                                     | Rosenhöfer Gangzug                      | Goslar / Osterode a. Harz | 16. Jh.                | 1905              | Blei, Zink, Silber                                                                            | [ 5 ]  | 4   |
| Oberharz                                     | Zellerfelder Gangzug                    | Goslar / Osterode a. Harz | 1526                   | 1930              | Blei, Zink, Silber                                                                            | [ 5 ]  | 5   |
| Oberharz                                     | Burgstätter Gangzug                     | Goslar / Osterode a. Harz | um 1550                | 1930              | Blei, Zink, Silber                                                                            | [ 5 ]  | 6   |
| Oberharz                                     | Altenauer Gänge                         | Goslar / Osterode a. Harz | 16. Jh.                | 1797              | Blei, Zink, Silber                                                                            | [ 5 ]  | 7   |
| Oberharz                                     | Schultaler Gangzug                      | Goslar / Osterode a. Harz | 16. Jh.                | 1773              | Blei, Zink, Silber                                                                            | [ 5 ]  | 8   |
| Oberharz                                     | Haus Herzberger Gangzug                 | Goslar / Osterode a. Harz | Ende 16. Jh.           | 1928              | Blei, Zink, Silber                                                                            | [ 5 ]  | 9   |
| Oberharz                                     | Spiegeltaler Gangzug                    | Goslar / Osterode a. Harz | 1. Hälfte 16. Jh.      | 1. Hälfte 19. Jh  | Blei, Zink, Silber                                                                            | [ 5 ]  | 10  |
| Oberharz                                     | Bockwieser Gangzug                      | Goslar / Osterode a. Harz | 16. Jh.                | 1904              | Blei. Zink, Silber                                                                            | [ 5 ]  | 11  |
| Oberharz                                     | Lautenthaler Gangzug                    | Goslar / Osterode a. Harz | 1524                   | 1957              | Blei, Zink, Silber                                                                            | [ 5 ]  | 12  |
| Oberharz                                     | Hahnenkleer Gangzug                     | Goslar / Osterode a. Harz | 1561                   | Ende 18. Jh.      | Blei, Zink, Silber                                                                            | [ 5 ]  | 13  |
| Oberharz                                     | St. Andreasberger Silbererzrevier       | Goslar / Osterode a. Harz | 1487                   | 1910              | Blei, Silber                                                                                  | [ 5 ]  | 14  |
| Oberharz                                     | Gänge des Odertals                      | Goslar / Osterode a. Harz | 16. Jh.                | 19. Jh.           | Kupfer, Blei, Zink, Kobalt, Nickel                                                            | [ 5 ]  | 15  |
| Oberharz                                     | Steinfelder Gänge bei BraunlSilbere     | Goslar / Osterode a. Harz | 18. Jh.                | 1948              | Kupfer, Blei, Zink, Kobalt, Nickel                                                            | [ 5 ]  | 16  |
| Oberharz                                     | Gänge der Grube Engelsburg im Ramseltal | Goslar / Osterode a. Harz | 18. Jh.                | 18. Jh.           | Kobalt, Blei, Zink                                                                            | [ 5 ]  | 17  |
| Oberharz                                     | Gänge des Lauterberger Reviers          | Goslar / Osterode a. Harz | 1. Hälfte 19. Jh.      | 1. Hälfte 19. Jh. | Kupfer, Blei                                                                                  | [ 5 ]  | 18  |
| Erzvorkommen zwischen Harz und Weserbergland | hier: Hoyershausen                      | Hildesheim                | 1869                   | 1938              | Blei                                                                                          | [ 5 ]  | 19  |
| Erzvorkommen bei Osnabrück                   | Hasbergen                               | Osnabrück                 | 12., 14., 15., 18. Jh. | 19. Jh.           | Blei, Zink, Silber                                                                            | [ 5 ]  | 20  |

### Nordrhein-Westfalen
| Lagerstätte                               | Wichtigste Grube(n)                                  | Landkreis(e)                                  | Beginn         | Ende | Bodenschatz                         | Quelle | Nr. |
| ----------------------------------------- | ---------------------------------------------------- | --------------------------------------------- | -------------- | ---- | ----------------------------------- | ------ | --- |
| Ramsbeck                                  | Grube Vereinigter Bastenberg und Dörnberg (Ramsbeck) | Hochsauerlandkreis                            | 1518           | 1974 | Blei, Zink, Kupfer, Silber, (S)     | [ 6 ]  | 1   |
| Westfälischer Schwefelerzbezirk           | Grube Meggen (Lennestadt-Meggen)                     | Olpe                                          | 1853           | 1992 | Zink, Blei                          | [ 6 ]  | 2   |
| im Ruhrkarbon                             | Zeche Auguste Victoria (Marl)                        | Recklinghausen / Essen                        | 1930           | 1962 | Blei, Zink, Silber                  | [ 6 ]  | 3   |
| im Ruhrkarbon                             | Zeche Christian Levin (Essen-Dellwig)                | Recklinghausen / Essen                        | 1937           | 1958 | Blei, Zink, Silber                  | [ 6 ]  | 4   |
| im Ruhrkarbon                             | Zeche Graf Moltke (Gladbeck)                         | Recklinghausen / Essen                        | 1952           | 1958 | Blei, Zink                          | [ 6 ]  | 5   |
| Siegerland                                | Grube Viktoria (Littfeld)                            | Siegen                                        | 1742           | 1965 | (Eisen), Blei, Zink, Silber, Kupfer | [ 6 ]  | 6   |
| Siegerland                                | Grube Altenseelbach-Große Burg (Neunkirchen)         | Siegen                                        | 1936           | 1952 | (Eisen), Blei, Zink, Kupfer         | [ 6 ]  | 7   |
| Siegerland / Wilnsdorf                    | Grube Landeskrone (Wilnsdorf)                        | Siegen                                        | 13. Jh.        | 1950 | (Eisen), Blei, Zink, Kupfer, Silber | [ 6 ]  | 8   |
| Müsen                                     | Grube Stahlberg                                      | Siegen                                        | 1313           | 1931 | (Eisen), Blei, Zink, Kupfer, Silber | [ 6 ]  | 9   |
| Müsen                                     | Grube Wilder Mann                                    | Siegen                                        | 1727           | 1911 | (Eisen), Blei, Zink, Kupfer, Silber | [ 6 ]  | 10  |
| Müsen                                     | Grube Altenberg                                      | Siegen                                        | 1571           | 1914 | (Eisen), Blei, Zink, Kupfer, Silber | [ 6 ]  | 11  |
| Müsen                                     | Grube Silberart                                      | Siegen                                        | 18. Jh.        | 1914 | (Eisen), Blei, Zink, Silber         | [ 6 ]  | 12  |
| Müsen                                     | Grube Heinrichssegen                                 | Siegen                                        | 1750           | 1917 | (Eisen), Blei, Kupfer, Silber       | [ 6 ]  | 13  |
| Müsen                                     | Grube Gonderbach (Laasphe)                           | Siegen                                        | 14. Jh.        | 1938 | Blei, Silber, Kupfer                | [ 6 ]  | 14  |
| Bensberger Revier                         | Grube Lüderich (Bensberg)                            | Rheinisch-Bergischer Kreis / Rhein-Sieg-Kreis | 1122           | 1978 | Blei, Zink                          | [ 6 ]  | 15  |
| Bensberger Revier                         | Grube Weiss (Moitzfeld)                              | Rheinisch Bergischer Kreis / Rhein Sieg Kreis | 1825           | 1957 | Blei, Zink                          | [ 6 ]  | 16  |
| Bensberger Revier                         | Grube Julien (Bensberg)                              | Rheinisch Bergischer Kreis / Rhein Sieg Kreis | 18. Jh.        | 1952 | Blei, Zink                          | [ 6 ]  | 17  |
| Bensberger Revier                         | Grube Nikolaus-Phönix (Markelsbach)                  | Rheinisch Bergischer Kreis / Rhein Sieg Kreis | 18. Jh.        | 1966 | Blei, Zink                          | [ 6 ]  | 18  |
| Bensberger Revier                         | Grube Berzelius (Moitzfeld)                          | Rheinisch Bergischer Kreis / Rhein Sieg Kreis | um 1850        | 1924 | Blei, Zink                          | [ 6 ]  | 19  |
| Bensberger Revier                         | Grube Washington (Moitzfeld)                         | Rheinisch Bergischer Kreis / Rhein Sieg Kreis | 1850           | 1892 | Blei, Zink                          | [ 6 ]  | 20  |
| Bensberger Revier                         | Grube Silberkaule (Loope)                            | Rheinisch Bergischer Kreis / Rhein Sieg Kreis | 17. Jh.        | 1898 | Blei, Zink, Silber                  | [ 6 ]  | 21  |
| Bensberger Revier                         | Grube Bliesenbach (Loope)                            | Rheinisch Bergischer Kreis / Rhein Sieg Kreis | 1885           | 1928 | Blei, Zink                          | [ 6 ]  | 22  |
| Teutoburger Wald                          | Grube Perm (Ibbenbüren-Lagenbeek)                    | Steinfurt                                     | 1861           | 1927 | Blei, Zink                          | [ 6 ]  | 23  |
| Brilon                                    | Briloner Gruben                                      | Hochsauerlandkreis / Paderborn                | 1857           | 1869 | Blei, Zink                          | [ 6 ]  | 24  |
| Brilon                                    | Grube Bleiwäsche                                     | Hochsauerlandkreis / Paderborn                | 16. Jh.        | 1880 | Blei, Zink                          | [ 6 ]  | 25  |
| Stadtberge - Niedermarsberg               | Gruben Friederike, Oscar und Mina (Marsberg)         | Hochsauerlandkreis / Paderborn                | 11. Jh.        | 1945 | Kupfer, Gold, Silber                | [ 6 ]  | 26  |
| Schwalm-Iserlohner Massenkalk             | Iserlohner-Galmei-Gruben                             | Ennepe-Ruhr-Kreis / Hagen / Märkischer Kreis  | 15. Jh.        | 1898 | Zink, Blei                          | [ 6 ]  | 27  |
| Schwalm-Iserlohner Massenkalk             | Gruben Schwelm und Karl (Schwelm)                    | Ennepe-Ruhr-Kreis / Hagen / Märkischer Kreis  | 1856           | 1911 | Zink, Blei, (Eisen)                 | [ 6 ]  | 28  |
| Paffrath-Lüdenscheider Massenkalk         | Gruben bei Plettenberg                               | Ennepe-Ruhr-Kreis / Hagen / Märkischer Kreis  | 11. Jh.        | 1919 | Blei, Zink, Kupfer                  | [ 6 ]  | 29  |
| Olpe und Eckenhagen                       | Grube Rhonard (Olpe)                                 | Olpe                                          | 1562           | 1890 | Blei, Zink, Kupfer, Silber          | [ 6 ]  | 30  |
| Olpe und Eckenhagen                       | Grube Alwina (Varste)                                | Olpe                                          | Anfang 19. Jh. | 1918 | Blei, Zink                          | [ 6 ]  | 31  |
| Olpe und Eckenhagen                       | Grube Glanzenberg (Silberg)                          | Olpe                                          | 18. Jh.        | 1940 | Blei, Zink                          | [ 6 ]  | 32  |
| Olpe und Eckenhagen                       | Grube Heidberg (Hespert)                             | Olpe                                          | 1167           | 1917 | Blei, Silber, Kupfer,               | [ 6 ]  | 33  |
| Olpe und Eckenhagen                       | Grube Wildberg (Wildbergerhütte)                     | Olpe                                          | 18. Jh.        | 1911 | Blei, Silber, Kobalt                | [ 6 ]  | 34  |
| Morsbacher Gangzug                        | Georg und Sonne (Morsbach)                           | Oberbergischer Kreis                          | 19. Jh.        | 1923 | (Eisen), Blei, Zink, Kupfer         | [ 6 ]  | 35  |
| Morsbacher Gangzug                        | Grube Magdalena (Morsbach)                           | Oberbergischer Kreis                          | 1822           | 1937 | (Eisen), Blei, Zink, Kupfer         | [ 6 ]  | 36  |
| Pleis- und Siegtal sowie im Siebengebirge | Grube Altglück (Bennerscheidt)                       | Rhein-Sieg-Kreis                              | 17. Jh.        | 1875 | Blei, Zink, Kupfer                  | [ 6 ]  | 37  |
| Lintorf-Velberter Ganggebiet              | Grube Prinz Wilhelm / Glück Auf (Velbert)            | Kreis Mettmann / Mülheim                      | 16. Jh.        | 1916 | Blei, Zink, Kupfer                  | [ 6 ]  | 38  |
| Lintorf-Velberter Ganggebiet              | Grube Lintorfer Erzbergwerke (Lintorf)               | Kreis Mettmann / Mülheim                      | 16. Jh.        | 1902 | Blei, Zink, Kupfer                  | [ 6 ]  | 39  |
| Lintorf-Velberter Ganggebiet              | Grube Neu-Diepenbroek III (Selbeck)                  | Kreis Mettmann / Mülheim                      | 1881           | 1908 | Zink, Blei, Kupfer                  | [ 6 ]  | 40  |
| Eifel                                     | Grube Maubacher Bleiberg (Horm)                      | Kreis Düren / Euskirchen                      | 1527           | 1968 | Blei, Zink                          | [ 6 ]  | 41  |
| Eifel                                     | Grube Gewerkschaft Mechernicher Werke (Mechernich)   | Kreis Düren / Euskirchen                      | 1469           | 1957 | Blei                                | [ 6 ]  | 42  |
| Eifel                                     | Grube Gute Hoffnung (Kall)                           | Kreis Düren / Euskirchen                      | um 1850        | 1927 | Blei                                | [ 6 ]  | 43  |
| Eifel                                     | Grube Tanzberg (Kall)                                | Kreis Düren / Euskirchen                      | 1394           | 1912 | Blei                                | [ 6 ]  | 44  |
| Eifel                                     | Grube Wohlfahrt (Rescheid)                           | Kreis Düren / Euskirchen                      | 1543           | 1936 | Blei                                | [ 6 ]  | 45  |

### Rheinland-Pfalz
| Lagerstätte                                                   | Wichtigste Grube(n)                                         | Landkreis(e)                                                   | Beginn           | Ende     | Bodenschatz                         | Quelle | Nr. |
| ------------------------------------------------------------- | ----------------------------------------------------------- | -------------------------------------------------------------- | ---------------- | -------- | ----------------------------------- | ------ | --- |
| Mühlenbacher Gangzug                                          | Grube Mühlenbach (Koblenz-Arenberg)                         | Koblenz                                                        | 18. Jh.          | 1960     | Blei, Zink, Kupfer                  | [ 7 ]  | 1   |
| Gänge der unteren Lahn                                        | Grube Rosenberg (Braubach)                                  | Rhein-Lahn-Kreis                                               | 1300             | 1963     | Blei, Zink, Kupfer, Silber          | [ 7 ]  | 2   |
| Gänge der unteren Lahn                                        | Grube Friedrichssegen (Ahl)                                 | Rhein-Lahn-Kreis                                               | 1219             | 1957     | Blei, Zink, Kupfer, Silber, (Eisen) | [ 7 ]  | 3   |
| Gänge der unteren Lahn                                        | Grube MerKupferr (Bad Ems)                                  | Rhein-Lahn-Kreis                                               | 12. Jh.          | 1958     | Blei, Zink, Kupfer, Silber, (Eisen) | [ 7 ]  | 4   |
| Emser- und Holzappeler Gangzug                                | Grube Anna (Winden)                                         | Rhein-Lahn-Kreis                                               | 19. Jh.          | 1915     | Blei, Zink                          | [ 7 ]  | 5   |
| Emser- und Holzappeler Gangzug                                | Grube Pauline (Nassau)                                      | Rhein-Lahn-Kreis                                               | 19. Jh.          | 1915     | Blei, Zink                          | [ 7 ]  | 6   |
| Emser- und Holzappeler Gangzug                                | Grube Holzappel (Holzappel / Laurenburg)                    | Rhein-Lahn-Kreis                                               | 1535             | 1954     | Zink, Blei, Silber, Kupfer          | [ 7 ]  | 7   |
| Gänge der unteren Lahn                                        | Grube Morgenröthe (Dahlheim)                                | Rhein-Lahn-Kreis / Westerwaldkreis                             | 19. Jh.          | 1952     | Blei, Zink                          | [ 7 ]  | 8   |
| Gänge der unteren Lahn                                        | Grube Schöne Aussicht (Dernbach)                            | Rhein-Lahn-Kreis / Westerwaldkreis                             | 1. Jh.           | ca. 1900 | Blei, Zink, Kupfer                  | [ 7 ]  | 9   |
| Gänge der unteren Lahn                                        | Grube Hainchen (Höhr-Grenzhausen)                           | Rhein-Lahn-Kreis / Westerwaldkreis                             | 1869             | 1952     | Blei, Zink, Kupfer                  | [ 7 ]  | 10  |
| Siegerländer Gangbezirk                                       | Grube San Fernando-Wolf (Herdorf)                           | Altenkirchen                                                   | 19. Jh.          | 1962     | (Eisen), Kupfer                     | [ 7 ]  | 11  |
| Siegerländer Gangbezirk                                       | Grube Füsseberg – Friedrich Wilhelm (Herdorf)               | Altenkirchen                                                   | 18. Jh.          | 1965     | (Eisen), Kupfer                     | [ 7 ]  | 12  |
| Siegerländer Gangbezirk                                       | Grube Friedrich-Vereinigung (Katzwinkel)                    | Altenkirchen                                                   | 1451             | 1964     | (Eisen), Kupfer, Blei, Zink, Nickel | [ 7 ]  | 14  |
| Siegerländer Gangbezirk                                       | Grube Fischbacher Werk (Kirchen)                            | Altenkirchen                                                   | 18. Jh.          | 1901     | (Eisen), Blei, Kupfer, Silber       | [ 7 ]  | 15  |
| Wieder Gangbezirk                                             | Grube Louise (Krautscheidt)                                 | Neuwied                                                        | 19. Jh.          | 1903     | (Eisen), Zink                       | [ 7 ]  | 16  |
| Wieder Gangbezirk                                             | Grube Anxbach (Roßbach)                                     | Neuwied                                                        | 18. Jh.          | 1960     | (Eisen), Blei, Zink                 | [ 7 ]  | 17  |
| Wieder Gangbezirk                                             | Grube Georg (Willroth)                                      | Neuwied                                                        | 18. Jh.          | 1965     | (Eisen), Kupfer                     | [ 7 ]  | 18  |
| Wieder Gangbezirk                                             | Grube St. Josephsberg (Rheinbreitbach)                      | Neuwied                                                        | 1611             | 1882     | Kupfer                              | [ 7 ]  | 19  |
| Wieder Gangbezirk                                             | Grube St. Marienberg (Rheinbreitbach)                       | Neuwied                                                        | 1724             | 1874     | Kupfer                              | [ 7 ]  | 20  |
| Wieder Gangbezirk                                             | Grube Clemenslust (Rheinbreitbach)                          | Neuwied                                                        | 1853             | 1875     | Kupfer                              | [ 7 ]  | 21  |
| Schwefelkiesvorkommen der Hahnstätter Mulde                   | Grube Waldsaum (Hahnstätten)                                | Rhein-Lahn-Kreis                                               | 1938             | 1946     | Kupfer                              | [ 7 ]  | 22  |
| Telliger Ganglinie                                            | Grube Theodor (Tellig)                                      | Trier-Saarburg / Bernkastel-Wittlich / Cochem / Rhein-Hunsrück | 1860             | 1959     | Blei, Zink                          | [ 7 ]  | 23  |
| Altlayer Gänge                                                | Grube Adolph-Helene (Zell)                                  | Trier-Saarburg / Bernkastel-Wittlich / Cochem / Rhein-Hunsrück | um 1850          | 1960     | Blei, Zink, Silber                  | [ 7 ]  | 24  |
| Altlayer Gänge                                                | Grube Gondenau (Traben-Trarbach)                            | Trier-Saarburg / Bernkastel-Wittlich / Cochem / Rhein-Hunsrück | 1848             | 1949     | Blei, Zink, Silber                  | [ 7 ]  | 25  |
| Werlauer Gangzug                                              | Grube Gute Hoffnung (Werlau-Wellmich)                       | Trier-Saarburg / Bernkastel-Wittlich / Cochem / Rhein-Hunsrück | 1748             | 1961     | Blei, Zink, Kupfer                  | [ 7 ]  | 26  |
| Werlauer Gangzug                                              | Grube Camilla (Hungenroth)                                  | Trier-Saarburg / Bernkastel-Wittlich / Cochem / Rhein-Hunsrück | 1847             | 1957     | Blei, Zink, Kupfer                  | [ 7 ]  | 27  |
| Werlauer Gangzug                                              | Grube Gründelbachstollen (St. Goar)                         | Trier-Saarburg / Bernkastel-Wittlich / Cochem / Rhein-Hunsrück | 18. Jh.          | 1954     | Blei, Zink, Kupfer                  | [ 7 ]  | 28  |
| Blei-Zinkerzgängen des Osburger- und Schwarzwälder Hochwaldes | Grube Bischofsheim (Hockweiler-Gusterath)                   | Trier-Saarburg / Bernkastel-Wittlich / Cochem / Rhein-Hunsrück | 1868             | 1939     | Blei, Zink                          | [ 7 ]  | 29  |
| Hunsrück - Dachschiefer (Bundenbach)                          | Grube Friedrichsfeld im Hunsrück -Dachschiefer (Bundenbach) | Birkenfeld                                                     | 1883             | 1952     | Blei, Zink                          | [ 7 ]  | 30  |
| Schlettenbach-Erlenbacher- und Bobenthaler Gang               | Grube Johanna (Bobenthal)                                   | Pirmasens                                                      | 1571             | 1903     | Blei, Zink, Silber                  | [ 7 ]  | 31  |
|                                                               | Grube Hosenberg (Fischbach)                                 | Donnersberg / Birkenfeld                                       | 1473             | 1936     | Kupfer                              | [ 7 ]  | 32  |
|                                                               | Imsbacher Gruben                                            | Donnersberg / Birkenfeld                                       | 1521             | 1917     | Kupfer, Silber                      | [ 7 ]  | 33  |
| Nordpfälzisches Quecksilberrevier                             | Obermoscheler Gruben                                        | Donnersberg / Bad Kreuznach                                    | 1410             | 1942     | Quecksilber, Silber                 | [ 7 ]  | 34  |
| Nordpfälzisches Quecksilberrevier                             | Gruben am Lemberg (Niederhausen / Feilbingert)              | Donnersberg / Bad Kreuznach                                    | 1438             | 1939     | Quecksilber, Silber                 | [ 7 ]  | 35  |
| Nordpfälzisches Quecksilberrevier                             | Gruben am Stahlberg                                         | Donnersberg / Bad Kreuznach                                    | 1410             | 1942     | Quecksilber, Silber                 | [ 7 ]  | 36  |
| Nordpfälzisches Quecksilberrevier                             | Mörsfelder Gruben                                           | Donnersberg / Bad Kreuznach                                    | 1403             | 1832     | Quecksilber, Silber                 | [ 7 ]  | 37  |
| Eifel                                                         | Grube Wilhelm (Antweiler)                                   | Ahrweiler / Koblenz / Bitburg-Prüm / Trier-Saarburg            | 1866             | 1936     | Blei, Kupfer                        | [ 7 ]  | 38  |
| Eifel                                                         | Grube Silbersand (Mayen-Nitztal)                            | Ahrweiler / Koblenz / Bitburg-Prüm / Trier-Saarbrücken         | 1401             | 1959     | Blei, Kupfer                        | [ 7 ]  | 39  |
| Eifel                                                         | Grube Bendisberg (Virneburg)                                | Ahrweiler / Koblenz / Bitburg-Prüm / Trier-Saarbrücken         | 1900             | 1957     | Blei, Zink                          | [ 7 ]  | 40  |
| Eifel                                                         | Bleialfer Gruben                                            | Ahrweiler / Koblenz / Bitburg-Prüm / Trier-Saarbrücken         | 15. Jh.          | 1954     | Blei                                | [ 7 ]  | 41  |
| Eifel                                                         | Putzlöcher (Kordel / Butzweiler)                            | Ahrweiler / Koblenz / Bitburg-Prüm / Trier-Saarbrücken         | römisch, 18. Jh. | 18. Jh.  | Kupfer                              | [ 7 ]  | 42  |

### Saarland
| Lagerstätte                           | Wichtigste Grube(n) | Landkreis(e) | Beginn        | Ende    | Bodenschatz | Quelle | Nr. |
| ------------------------------------- | ------------------- | ------------ | ------------- | ------- | ----------- | ------ | --- |
| Kupfererzlagerstätte von Wallerfangen |                     | Saarlouis    | römisch, 1492 | 1866    | Kupfer      | [ 8 ]  | 1   |
| Kupfererzlagerstätte von Düppenweiler |                     | Saarlouis    | 1725          | 1828    | Kupfer      | [ 8 ]  | 2   |
| Kupferrevier an der Nahe              |                     | St. Wendel   | 18. Jh.       | 19. Jh. | Kupfer      | [ 8 ]  | 3   |

### Sachsen
| Lagerstätte                           | Wichtigste Grube(n) | Landkreis(e)                     | Beginn | Ende | Bodenschatz                                                               | Quelle       | Nr. |
| ------------------------------------- | ------------------- | -------------------------------- | ------ | ---- | ------------------------------------------------------------------------- | ------------ | --- |
| Aue                                   |                     | Erzgebirgskreis                  |        |      | Blei, Zink, Wismut, Kobalt, Nickel, Silber, Uran, Baryt                   | [ 9 ]        |     |
| Annaberger Revier                     |                     | Erzgebirgskreis                  |        |      | Blei, Zink, Wismut, Kobalt, Nickel, Silber, Uran, Baryt                   | [ 9 ]        |     |
| Marienberg-Gelobtland                 |                     | Erzgebirgskreis                  |        |      | Silber, Kupfer, Zinn, Blei, Zink, Wismut, Kobalt, Nickel, Uran, Baryt     | [ 9 ]        |     |
| Schlemaer Revier                      |                     | Erzgebirgskreis                  |        |      | Kupfer, Silber, Uran                                                      | [ 9 ]        |     |
| Schneeberger Revier                   |                     | Erzgebirgskreis                  |        |      | Silber, Zinn, Eisen, Kupfer                                               | [ 9 ]        |     |
| Komplexlagerstätte Pöhla              |                     | Erzgebirgskreis                  |        |      | Uran, (u. a.)                                                             | [ 9 ] [ 10 ] |     |
| Schwarzenberg                         |                     | Erzgebirgskreis                  |        |      | Uran, Silber, Eisen, Kupfer, Zinn und Zink                                | [ 9 ] [ 10 ] |     |
| Lagerstätte Johanngeorgenstadt        |                     | Erzgebirgskreis                  |        |      | Uran, Silber, Kupfer, Zinn, Blei, Zink, Wismut, Kobalt, Nickel, Baryt     | [ 9 ] [ 10 ] |     |
| Ehrenfriedersdorf                     |                     | Erzgebirgskreis                  |        |      | Zinn, Wolfram                                                             | [ 10 ]       |     |
| Zschorlau                             |                     | Erzgebirgskreis                  |        |      | Wolfram, Molybdän                                                         | [ 11 ]       |     |
| Freiberger Zentralrevier              |                     | Mittelsachsen                    |        |      | Silber, Blei, Zink, Kupfer, Wismut, Kobalt, Wolfram, Nickel, Uran, (Gold) | [ 9 ]        |     |
| Revier Halsbrücke                     |                     | Mittelsachsen                    |        |      | Silber, Blei, Zink, Kupfer, Wismut, Kobalt, Wolfram, Nickel, Uran, (Gold) | [ 9 ]        |     |
| Revier Brand-Erbisdorf                |                     | Mittelsachsen                    |        |      | Silber, Blei, Zink, Kupfer, Wismut, Kobalt, Wolfram, Nickel, Uran, (Gold) | [ 9 ]        |     |
| Lagerstätte Königstein                |                     | Sächsische Schweiz-Osterzgebirge |        |      | Uran                                                                      | [ 9 ] [ 10 ] |     |
| Lagerstätte Freital/Dresden-Gittersee |                     | Sächsische Schweiz-Osterzgebirge |        |      | Uran                                                                      | [ 9 ] [ 10 ] |     |
| Zinnwald-Georgenfeld                  |                     | Sächsische Schweiz-Osterzgebirge |        |      | Zinn, Wolfram                                                             | [ 10 ]       |     |
| Altenberg                             |                     | Sächsische Schweiz-Osterzgebirge |        |      | Blei, Zink, Zinn, Uran                                                    | [ 9 ]        |     |
| Pechtelsgrün                          |                     | Vogtlandkreis                    |        |      | Wolfram, Molybdän                                                         | [ 11 ]       |     |
| Tirpersdorf                           |                     | Vogtlandkreis                    |        |      | Wolfram, Molybdän                                                         | [ 11 ]       |     |
| Gottesberg                            |                     | Vogtlandkreis                    |        |      | Wolfram, Molybdän, Zinn                                                   | [ 11 ]       |     |
| Mühlleithen                           |                     | Vogtlandkreis                    |        |      | Zinn, Wolfram                                                             | [ 10 ]       |     |
| Zobes-Bergen                          |                     | Vogtlandkreis                    |        |      | Uran                                                                      | [ 10 ]       |     |

### Sachsen-Anhalt
| Lagerstätte              | Wichtigste Grube(n) | Landkreis(e)     | Beginn | Ende | Bodenschatz    | Quelle | Nr. |
| ------------------------ | ------------------- | ---------------- | ------ | ---- | -------------- | ------ | --- |
| Elbingerode (Harz)       |                     | Harz             |        |      | Kupferschiefer |        |     |
| Straßberg (Harzgerode)   |                     | Harz             |        |      | Kupferschiefer |        |     |
| Neudorf (Harzgerode)     |                     | Harz             |        |      | Kupferschiefer |        |     |
| Silberhütte (Harzgerode) |                     | Harz             |        |      | Kupferschiefer |        |     |
| Mansfelder Land          |                     |                  |        |      | Kupfer         |        |     |
| Sangerhauser Mulde       | Röhrigschacht       | Mansfeld-Südharz |        |      | Kupfer         |        |     |

### Schleswig-Holstein
| Lagerstätte | Wichtigste Grube(n)           | Landkreis(e) | Beginn              | Ende    | Bodenschatz | Quelle | Nr. |
| ----------- | ----------------------------- | ------------ | ------------------- | ------- | ----------- | ------ | --- |
| Helgoland   | Kupfervorkommen von Helgoland | Pinneberg    | Bronzezeit, 12. Jh. | 13. Jh. | Kupfer      | [ 12 ] | 1   |

### Thüringen
| Lagerstätte            | Wichtigste Grube(n) | Landkreis(e) | Beginn | Ende | Bodenschatz | Quelle       | Nr. |
| ---------------------- | ------------------- | ------------ | ------ | ---- | ----------- | ------------ | --- |
| Thüringer Wald         |                     |              |        |      |             |              |     |
| Gera/Ronneburg         |                     | Greiz        |        |      | Uran        | [ 10 ]       |     |
| Lagerstätte Culmitzsch |                     | Greiz        |        |      | Uran        | [ 9 ] [ 10 ] |     |